# Onthophagus navarretorum
Onthophagus navarretorum es una especie de insecto del género Onthophagus, familia Scarabaeidae, orden Coleoptera.

## Historia
Fue descrita científicamente por Delgado & Capistan en 1996.